# Sophie Scheder
Sophie Celina Scheder (Wolfsburg, 7 de janeiro de 1997) é uma ginasta alemã que compete em provas de ginástica artística, medalhista de bronze nos Jogos Olímpicos de 2016, no Rio de Janeiro, nas barras assimétricas.

## Carreira
Scheder competiu no seu primeiro Campeonato Mundial em 2013, em Antuérpia, na Bélgica, onde teve como melhor resultado um quinto lugar na final das barras assimétricas. No ano seguinte, iniciou a temporada competindo na American Cup disputada em Greensboro, na Carolina do Norte, onde ficou em sétimo lugar. Algumas semanas depois, ela competiu na Challenge Cup, em Cottbus, onde conquistou o título das assimétricas com um 14,925 pontos. No Campeonato Europeu de 2014 em Sófia, Bulgária, ela voltou a chegar à final das assimétricas e finalizou em quinto lugar com uma pontuação de 14,733. No Campeonato Mundial, em Nanning, China, ela só competiu nas classificatórias, sem chegar a nenhuma final de aparelho.
Na Challenge Cup de São Paulo, em 2015, Scheder conquistou duas medalhas, uma de prata nas barras assimétricas com 14,875 pontos e uma de bronze na trave com exatos 14 pontos. Foi selecionada para competir na primeira edição dos Jogos Europeus, em Baku, ao lado de Elisabeth Seitz e Leah Griesser, onde ficou em quarto lugar na final do individual geral e com a medalha de prata tanto na competição por equipes quanto nas assimétricas. Em outubro, competiu no Campeonato Mundial em Glasgow, Escócia, ao lado de Seitz, Griesser, Pauline Schäfer, Pauline Tratz e Lisa Katharina Hill, ficando em 12º lugar na final por equipes. Individualmente, ela obteve um oitavo lugar nas assimétricas com 14,6 pontos.
Em julho de 2016 foi convocada para representar a Alemanha nos Jogos Olímpicos do Rio, onde ajudou a sua equipe a terminar em sexto lugar, além de um 23º lugar no individual geral. Nas barras assimétricas, Scheder teve uma pontuação de 15,566 e conquistou a medalha de bronze atrás de Madison Kocian, dos Estados Unidos (prata), e Aliya Mustafina, da Rússia (ouro). Foi a primeira ginasta alemã a ganhar uma medalha nesse aparelho desde Dagmar Kersten em 1988.
Em 2019 foi nomeada para competir no Campeonato Mundial, em Stuttgart, ao lado de Kim Bui, Emelie Petz, Sarah Voss e Elisabeth Seitz, mas acabou se retirando da competição devido a uma lesão e foi substituída por Pauline Schäfer.